# Бабиничі
Баби́ничі — село в Україні, у Народицькій селищній територіальній громаді Коростенського району Житомирської області. Кількість населення становить 127 осіб (2001).

## Населення
В кінці 19 століття кількість населення становила 213 осіб, дворів — 36, у 1906 році — 190 жителів та 35 дворів.
Кількість населення, станом на 1923 рік, становила 340 осіб, кількість дворів — 57.
Відповідно до результатів перепису населення 1989 року, кількість населення, станом на 12 січня 1989 року, становила 414 осіб.
Станом на 5 грудня 2001 року, відповідно до перепису населення України, кількість мешканців становила 127 осіб.

## Історія
В кінці 19 століття — село Народицької волості Овруцького повіту. Розкинулося за 20 верст від Овруча, над річкою Жерев, входило до православної парафії в Закусилах. Раніше належало Бельським, потім — Монастирським.
У 1906 році — сільце Народицької волості (1-го стану) Овруцького повіту Волинської губернії. Відстань до повітового центру, м. Овруч, становила 20 верст, до волосного центру, містечка Народичі — 6 верст. Найближче поштово-телеграфне відділення розташовувалося в м. Овруч.
У 1923 році увійшло до складу новоствореної Закусилівської сільської ради, котра, від 7 березня 1923 року, стала частиною новоутвореного Народицького району Коростенської округи. Розміщувалося за 6 верст від районного центру, міст. Народичі, та за 1 версту — від центру сільської ради, с. Закусили. У 1941—44 роках — центр Бабиницької сільської управи.
30 грудня 1962 року, в складі сільської ради, увійшло до Овруцького району, 8 грудня 1966 року повернуте до складу відновленого Народицького району Житомирської області.
23 липня 1991 року, відповідно до постанови Кабінету Міністрів Української РСР № 106 «Про організацію виконання постанов Верховної Ради Української РСР…», село віднесене до зони гарантованого добровільного відселення (третя зона) внаслідок аварії на Чорнобильській АЕС.
6 серпня 2015 року включене до складу новоствореної Народицької селищної територіальної громади Народицького району Житомирської області. 19 липня 2020 року, разом з громадою, увійшло до складу новоствореного Коростенського району Житомирської області.

## Відомі люди
- Закусило Олександр Олексійович (1906—1997) — начальник Управління НКВС по Приморському краю.